# جوزيف إف. ماكورميك
جوزيف إف. ماكورميك (بالإنجليزية: Joseph F. McCormick)‏ هو كاتب أمريكي، ولد في 17 نوفمبر 1962.